# Xã Franklin, Quận Franklin, Kansas
Xã Franklin (tiếng Anh: Franklin Township) là một xã thuộc quận Franklin, tiểu bang Kansas, Hoa Kỳ. Năm 2010, dân số của xã này là 3.065 người.